# Noël Akchoté
Noël Akchoté (Parijs, 7 december 1968) is een Franse jazzgitarist.

## Biografie
Akchoté speelt sinds zijn 8e levensjaar gitaar. Hij begon oorspronkelijk met jazz en speelde met muzikanten als Henri Texier, Marc Ribot, Jacques Thollot, Jean Méreu, Phil Minton, Max Nagl, Jean-Marc Foussat en Steven Bernstein (Big Four Live, 2005). Zijn huidige stijl kan met avant-garde en vrije improvisatie slechts ruw worden vergeleken.
Hij publiceerde o.a. experimentele elektronische muziek (Rien), hommages aan Sonny Sharrock (Sonny II) en Kylie Minogue (So Lucky) en Machaut-, Gesualdo- en Xenakis-interpretaties. Bij zijn hoofdlabel Winter & Winter fungeerde hij ook als muzikaal leider van themabetrokken projecten, de zogenaamde audiofilms. Verder werkt Akchoté als producent en labeleigenaar (Rectangle) en schrijft hij voor verschillende online-muziekpublicaties, waaronder de All Music Guide. Zijn broer is de Franse electro-muzikant SebastiAn.

## Discografie
- 1993: Soundpage(s) (Deux Z)
- 1998: Lust Corner (met Eugene Chadbourne en Marc Ribot) (Winter & Winter)
- 1999: J'En Doute Encore (Stupeur & Trompette!)
- 1999: Noël Akchoté and Bruno Meillier (met Bruno Meillier) (SMI)
- 2000: Rien (Winter & Winter)
- 2000: Alike Joseph (Rectangle)
- 2001: Simple Joseph (Rectangle)
- 2002: Perpetual Joseph (Rectangle)
- 2004: Impro-Micro-Acoustique (met Roland Auzet en Luc Ferrari) (Blue Chopsticks)
- 2004: Adult Guitar (Blue Chopsticks)
- 2004: Sonny II (Winter & Winter)
- 2007: So Lucky (Winter & Winter)
- 2013: Black Album (Noël Akchoté Downloads)
- 2016: Sarah Murcia & Noël Akchoté (Noël Akchoté Downloads)
- 2017: KCS (Kansas City Sessions; met Mary Halvorson, Han Bennink, Brad Jones, Joachim Badenhorst) (Noël Akchoté Downloads)
- 2017: Complete Recordings (Plays Anthony Braxton) (Solo Series)

Als muzikaal directeur bij Winter & Winter Audiofilms
- 1999: Au Bordel (Winter & Winter)
- 2003: Cabaret Modern
- 2005: Der Kastanienball (dubbel-cd)